# Апоскепени
Апоскепени (на гръцки: Αποσκεπιώτες, Апоскепиотес) са жителите на село Апоскеп (Апоскепос), Гърция. Това е списък на най-известните от тях.

## Родени в Апоскеп
А – Б – В – Г – Д –
Е – Ж – З – И – Й —
К – Л – М – Н – О —
П – Р – С – Т – У —
Ф – Х – Ц – Ч – Ш —
Щ – Ю – Я

### А
- Александър Панайотов, македоно-одрински опълченец, Втора рота на Единадесета сярска дружина, носител на кръст „За храброст“ IV степен[1]
- Анастас Л. Цинзов (1873 – ?), македоно-одрински опълченец, Продоволствен транспорт на МОО[2]
- Анастас Лазаров (1873 – ?), македоно-одрински опълченец, Огнестрелен парк на МОО[3]
- Апостол Лукарев (Απόστολος Λούκαρης), гръцки андартски деец от ІІІ ред, заедно със Зисо Узунов и Иван Хаджимангов е начело на гръцкия комитет в А̀поскеп[4]

### Б
- Благой Сърбев (Сърбов, 1888 – 1913), македоно-одрински опълченец, Първа рота на Девета велешка дружина, убит в Междусъюзническата война на 2 май 1913 година[5]

### В
- Вангел Димитров (1880 – ?), македоно-одрински опълченец, Продоволствен транспорт, Огнестрелен парк на МОО[6]

### Г
- Георги Столдев (Γιώργος Στόλντεβ), български революционер, деец на „Охрана“[7][8]
- Георги Янакиев Костадинов (1880 – след 1943), български революционер, деец на ВМОРО
- Глигор Зисов (? – 1913), български учител
- Григор Димитров (1893 – ?), македоно-одрински опълченец, Втора рота на Тринадесета кукушка дружина[9]

### З
- Зисо Узунов (Голио), гръцки андартски деец

### И
- Иван Хаджимангов, гръцки андартски деец

### К
- Киро Стоянов, македоно-одрински опълченец, Втора рота на Пета одринска дружина[10]
- Кръсто Димитров, български революционер от ВМОРО, четник на Бончо Василев[11]
- Кръстю Панайотов (1894 – 1975), македоно-одрински опълченец, Втора рота на Тринадесета кукушка дружина,[12] протойерей, починал в София[13]

### Л
- Лазар Лукаров (? – 1903), български революционер от ВМОРО
- Ламби Христов, македоно-одрински опълченец, Първа рота на Девета велешка дружина[14]
- Ламбро (Ламбо) Манолов Кобуров (1876 – след 1943), македоно-одрински опълченец, жител на Варна, Продоволствен транспорт, Огнестрелен парк на МОО,[15][16] взима участие в походите Кърджали, Гюмюрджина, Дедеагач, Узункюпру, Кешан, Шаркьой и обратно Шаркьой, Ипсала, Гюмюрджина, Демир Хисар, Щип, Кочани, Царево село и София; на 17 март 1943 година, като жител на Варна, подава молба за българска народна пенсия, която е одобрена и пенсията е отпусната от Министерския съвет на Царство България[16]
- Ламбро Динев (Ламбри, ? – 1913), македоно-одрински опълченец, Втора рота на Единадесета сярска дружина, починал на 12 юли 1913 година[17]
- Леонид Кисериев (1879 – след 1943), български революционер

### М
- Михаил, български свещеник, убит при потушаването на Илинденското въстание, защото отказва на искането на владиката Герман Каравангелис да се обяви за грък[18]

### Н
- Насо, деец на ВМОРО, войвода на четатата от Сетома по време на Илинденско-Преображенското въстание[19]
- Никола Христов Алексов (1876 – 1915), македоно-одрински опълченец, Четвърта и нестроевата рота на Шеста охридска дружина, носител на бронзов медал.[20] Загинал през Първата световна война.[21]

### П
- Панайот Атанасов (1892 – ?), македоно-одрински опълченец, Костурска съединена чета[22]
- Панайот Божинов (? – 1913), български революционер и поет
- Панайот Робев (? – 1913), български революционер, деец на ВМОРО
- Петър Кузов (1887 – ?), македоно-одрински опълченец, Четвърта рота на Шеста охридска дружина[23]
- Петър Наумов, български революционер, загинал преди 1908 г., погребан в братската могила в А̀поскеп

### С
- Стоян Бакалов (1866 – ?), български революционер, деец на ВМОРО

### Т
- Търпена Узунова, гръцка андартска деятелка

### Ф
- Фоти Попдимитров (? – 1912), гръцки андартски деец

### Я
- Янаки Лазаров, български революционер от ВМОРО, четник на Лука Джеров[24]